# Berättarperspektiv

## Internt berättarperspektiv
Intern fokalisation. Berättarperspektivet utgår inifrån en av karaktärerna. 

## Externt berättarperspektiv
Extern fokalisation. Berättarperspektivet är begränsat till alla karaktärers utsida. 

## Allvetande berättarperspektiv
Icke fokalisation. Berättarperspektivet är obegränsat. 

## Allmänt
Inom litteraturen eller filmkonsten, utgör berättarperspektivet berättarens förhållande till sin uppdiktade värld, speciellt till de litterära personernas tankar. Synvinkeln är den position från vilken handlingen berättas. Det finns fyra vanliga perspektiv, fyra positioner, som berättaren kan anta för att berätta historien.
allvetande berättarperspektiv berättar berättaren själv historien och vet allt vad personerna gör och tänker. Berättaren kan därför förflytta sig i tid bakåt, flashback, eller framåt, flashforward, till olika platser och mellan olika personer. Berättaren kan till och med tala direkt till läsaren under berättelsens gång. Berättaren kan välja att tala om vad som helst om sin påhittade värld. Många av de mest uppmärksammade romanerna under 1700-talet och 1800-talet använder allvetande berättare; några exempel är: 
Nathaniel Hawthornes Den scharlakansröda bokstaven, Thomas Hardys Tess av d'Urberville, Henry Fieldings Joseph Andrews och Selma Lagerlöfs Gösta Berlings saga.

## Begränsat allvetande berättare
När begränsat allvetande berättare används, begränsas berättarens avslöjanden - och därmed läsarens kunskap - till en karaktärs tankar, även om denna enda karaktär kan växla mellan kapitel eller avsnitt. Karaktären man följer kan vara både en huvudperson och en perifer person. När detta berättarperspektiv används är det vanligt att det åtföljs av denna persons gradvisa avslöjande av sig själv tills klimax med ett plötslig uppdagande (se epifani). Exempel på begränsat allvetande berättarperspektiv är Nathaniel Hawthornes novell Young Goodman Brown, Stephen Cranes novell Den öppna båten och, till största delen, Jane Austens roman Stolthet och fördom. Ibland begränsar berättaren synvinkeln så mycket att vi ser allting enbart genom tankarna hos en enda person. I Henry James senare böcker experimenteras med denna stränga inskränkningen av begränsat allvetandeperspektiv.  Författare som James Joyce och Virginia Woolf tog experimentet ett steg längre med inre monolog.

## Förstapersonsperspektiv
I ett förstapersonsperspektiv kan berättaren vara huvudperson som i J.D. Salingers Räddaren i nöden eller observatör som i Arthur Conan Doyles Sherlock Holmes och F Scott Fitzgeralds Den store Gatsby.

## Tredjepersonsperspektiv
Är ett vanligt perspektiv att använda sig av, inte främst i västerländsk litteratur. Både berättaren och läsaren observerar situationen. J.R.R. Tolkiens Sagan om ringen och George Eliots Middlemarch är exempel.